# 齐尼亚 (俄亥俄州)
齊尼亞是美国俄亥俄州格林县的一座城市，是格林县的縣治所在地。该市位于俄亥俄州西南部，距离代顿34公里，和邁阿密河谷地區（Miami Valley）一起屬於代顿大都会统计区。 这个名字来自希腊语Xenia（ξενία），这意味着“好客”。
截至2010年美国人口普查，全市人口25799人。 齐尼亚是格林县人口第三大城市，落后于费尔伯恩和比弗克里克。 作为格林县的县城，位于地理中心，安置县法院，县警长，监狱等政府部门。 它是美国名字以字母X开头的地方人口最多的。

## 历史
齊尼亞所在地屬於西北領地，在拓荒者定居之前便有蕭尼族印地安人部落在此定居。部落酋長居住地被稱為老奇里科西（Old Chillicothe），今名“舊城”（Old Town），位於今齊尼亞之北面。傳奇的蕭尼族領袖特库姆塞便於1768年出生於此。另一印地安部落卡托巴人（Catawba）也在附近活動，其後裔與白人和黑人自由民通婚，在此地生活至今。
1803年，俄亥俄州正式成立，第一屆俄亥俄州議會正式建立格林縣。當時齊尼亞所在的這片土地為弗吉尼亚州汉诺威县居民托马斯·理查德森和伊丽莎白·理查德森夫妻（Thomas and Elizabeth Richardson）所有。格林縣成立的同年，歐裔拓荒者約翰·保羅（John Paul）用“弗吉尼亚州的1050磅现金”從理查德森夫妻手中购买了該片土地，共計佔地約2000英亩（8.1平方公里）。 保罗遊說格林的縣長，将格林縣的縣治設在肖尼溪（Shawnee creek）兩條支流匯合處，以促進該地區的開發。測繪官約瑟夫·C·萬斯（Joseph C. Vance）測繪了這篇土地，為城鎮制定了初步規劃。次年，萬斯以250美元的價格向保羅購買了250英畝（1.04平方英里）的土地用於城鎮建設。新城市的起名充分遵循了民主原則，萬斯召開了城鎮回憶討論新城市的名字，然而幾輪會議下來未能達成一致。隨後，牧師羅伯特·阿姆斯壯（Rev. Robert Armstrong）提議新城市命名為“Xenia”，其希臘語源詞意思為招待，好客。正是因為該鎮的熱情好客的民風讓他決定在此定居。該建議最後得到鎮會議的通過。在會議投票表決時一度贊成與反對各半，僵持不下之際，會議邀請鎮民拉蒂西亞·戴維斯（Laticia Davis）女士（鎮民歐文·戴維森之妻）投下關鍵一票。拉蒂西亞投下贊同票，新城遂以齊尼亞（Xenia）命名。
在確定鎮名的同時，建設也迅速開始：1804年，約翰·馬歇爾（John Marshall）建成了鎮上第一座房子；威廉·貝蒂（William Beattie）成為了齊尼亞第一個商人並建造了一座酒館作為鎮社交和公共事務討論場所。1905年，鎮學校建立，校舍為原木搭起的木屋。同年，牧師詹姆斯·托勒（Rev. James Towler）成為鎮第一任郵政局長。新城鎮吸引定居者源源不斷湧入，各項產業逐步建立——麵粉廠，鋸木廠，羊毛加工廠，肉類加工廠，榨油廠，磨坊等工農業產業相繼成立。1831年第一座消防站建立，1840年代鋪設了煤氣管道，城镇提供煤气，直到1905年才被天然氣所取代。
19世紀前半葉，鐵路業在美國迅速擴張，齊尼亞也不例外。1843年，小邁阿密鐵路（Little Miami Railroad）從辛辛那提向北修建至齊尼亞，對外交通便利性大大增加。1850年初，哥倫布和齊尼亞鐵路（Columbus and Xenia Railroad）建成，溝通齊尼亞與州府哥倫布和戴頓。鐵路的建成，使得齊尼亞成為風靡一時的休閒度假區。齊尼亞東北3英里處有泉（今黃泉），1851年在此建立了渡假村塔瓦瓦屋（Tawawa House），吸引了大量渡假和療養人群。當時人們普遍相信自然泉水有醫療功效，渡假村甚至請來了一名專業皮膚科醫生薩謬爾·斯皮爾斯比（Samuel Spilsbee）。渡假村客人中不少為來自南方蓄奴州種植園主。引起了城中廢奴主義者的驚訝和不滿。俄亥俄州因其地理位置和蓄奴州肯塔基州僅一河之隔，不少黑奴逃離蓄奴州，成為自由民後便來到齊尼亞附近居住。1855年，塔瓦瓦屋關閉後，財產被非裔衛理公會收購，成立了美國第一座傳統黑人大學——威伯福斯大學（Wilberforce University），為黑人自由民及其後裔提供高等教育。該校發展延續至今。
1861年2月13日，新當選美國總統亞伯拉罕·林肯乘火車從哥倫布前往辛辛那提途中經過齊尼亞，短暫停留並且發表了簡短的演說，受到了鎮民熱烈歡迎和禮砲迎接。然而其演講內容為其他站之簡單重複，故未被隨行記者所紀錄。美國內戰後，在齊尼亞設立了“俄亥俄州老兵孤兒之家”（Ohio Soldiers' and Sailors' Orphans' Home
）為內戰老兵的遺孤提供扶養和教育。隨著城鎮規模的日漸擴大，公共設施日趨完善，鎮民決定成立市級機構。1871年3月24日，鎮上的居民88戶還是準備請願書，同年7月21日，共有66人簽名同意。請願書被遞交至格林縣法院，10月27日，法院正式批准請願書，齊尼亞作為一個市級單位正式成立。1879年，電話線路鋪設到了齊尼亞，電力和自來水系統於1881年1886年建成。市圖書館於1899年開業，1900年時齊尼亞市擁有獨立的污水排放和處理系統。

### 齊尼亞龍捲風災難
齊尼亞地處龍捲風高發地區，本地北美原住民口述歷史中便稱該地為“惡風盤據之地”。1974年4月3-4日，美國中部地區出現龍捲風大爆發，其中一個藤田级数為F5級的龍捲風正好從齊尼亞市橫穿而過，帶來了嚴重的損失。34人死亡，1150人受傷，過半數的建築物損壞，包括市內的五所學校，九座教堂，約180家企業商戶。約10000人暫時無家可歸。提出藤田級數的日裔科學家藤田哲也在文章中認為颶風的風力強度已經達到F6級（最高級），但此說存在爭議。

## 地理

### 交通
齊尼亞曾經是西俄亥俄重要的交通樞紐。曾經有三條客貨城際鐵路在齊尼亞匯合：巴爾的摩和俄亥俄鐵路韋爾斯頓支線（戴頓——華盛頓法院府），賓夕法尼亞鐵路小邁阿密支線（原小邁阿密鐵路，辛辛那提——春田）；以及賓夕法尼亞鐵路匹茲堡——聖路易斯幹線（原哥倫布和齊尼亞鐵路，匹茲堡——聖路易斯）。在鐵路運輸的鼎盛的19世紀末期還有兩條城際電鐵線路：戴頓和齊尼亞運輸公司，齊尼亞和春田鐵路。市區南側的齊尼亞站為各鐵路的交匯地。隨著汽車發展和公路的修築，以及鐵路重複建設，鐵路隨著衰退。1934年和37年，兩條城際電鐵僅運營30餘年就相繼停運。城際鐵路客運也開始緩慢衰退，到1971年美國國鐵成立後，齊尼亞不再有客運列車經停，僅有堪薩斯城至紐約的國家特快號（National Limited）沿匹茲堡——聖路易斯正線路過，並於1979年結束運營。貨運繼續維持了若干年：1967年賓州鐵路小邁阿密支線被廢棄拆除，1982年，巴爾的摩和俄亥俄鐵路韋爾斯頓支線停運，2年後被拆除。隨著聯合鐵路（賓夕法尼亞鐵路和紐約中央鐵路合併）對路網的調整，該段線路的正線地位被取消，1984年起，不再有幹線列車經過或停靠。1986年，所有鐵路在齊尼亞的運營結束，1988年，所有路軌，站房，鐵路設施被拆除。